# Umsatzsteuerkonto
Ein Umsatzsteuerkonto wird für die Verbuchung der in den Ausgangsrechnungen enthaltenen
Umsatzsteuer geführt.
Es handelt sich um ein passives Bestandskonto, da es eine Verbindlichkeit gegenüber dem Finanzamt (Bilanz: Sonstige Verbindlichkeiten) darstellt. Eine weitere Aufspaltung des Kontos ist üblich, z. B. nach unterschiedlichen Steuersätzen oder nach Warengruppen und Niederlassungen. Ein typischer Buchungssatz lautet anhand des Beispiels eines Barverkaufs von Waren zu 5.950 Euro (brutto) bei einem USt-Satz von 19 %:  
Kasse 5.950,00
an Warenverkauf 5.000,00
an Umsatzsteuer 950,00

## Unterkonto Vorsteuer
Ein wichtiges Unterkonto des Kontos Umsatzsteuer ist das Konto Vorsteuer, auf dem die vom Unternehmen an andere Unternehmen gezahlte Umsatzsteuer verbucht wird; das Konto Vorsteuer wird über das Konto Umsatzsteuer abgeschlossen, wodurch auf einfachste Weise die reale USt-Zahllast bzw. Erstattung ermittelt wird (berechnete USt ./. gezahlte VSt = Zahllast bzw. Erstattung).